# Deklarationen med Polen
Deklarationen med Polen var en deklaration från 1732 för att bekräfta den rådande fred mellan Sverige och Polen som inte existerade officiellt men fungerade i praktiken efter stora nordiska kriget. Deklarationen var den sjätte och sista formella freden i stora nordiska kriget. Deklarationen skrevs under den 26 september 1732, 11 år efter freden i Nystad som var det faktiska slutet på kriget. Officiellt hette avtalet mellan Sverige och Polen "deklarationen angående vänskapens återställande".

## Bakgrund
Vid freden i Nystad hade Ryssland förbehållit sig rätten att få förhandla mellan Sverige och Polen i de fredsförhandlingar som var tvungna att inledas. Eftersom det låg både i Sveriges och Polens intresse att Ryssland skulle få ha så lite inflytande som möjligt lät man frågan vänta. En annan anledning var frågan om det verkligen varit krig mellan Sverige och Polen sedan 1705 då freden i Warszawa skrevs under. Trots att hårda strider hade utkämpats hade några officiella krigsförklaringar aldrig utväxlats. Sverige envisades med att de bekämpade August den starke och Sachsen, som dock även var kung av Polen. Polen gick på linjen att det rått krig mellan länderna. Några strider mellan svenska och polska trupper hade inte skett sedan Sverige dragit tillbaka sina trupper från kontinenten. Sverige hade dock ekonomiska vinster i sikte vid en uppgörelse med Polen. Karl XII hade låtit Stanisław Leszczyński bli kung av Polen, men August hade snart återtagit kronan. Sverige åtog sig då att betala Stanisław ett underhåll, som började betalas ut 1723, och detta kostsamma underhåll försökte då Sverige slippa eftersom landet redan var svårt tyngt av kostnaderna för kriget. Sveriges förhandlare var generallöjtnanten friherre Gustaf Zülich och Polens var Mikolaj Potocki.

## Avslutande förhandlingar
Först hade Sverige ordnat en liknande deklaration med Sachsen och sedan vändes blickarna mot Polen. Den svenska ledningen ansåg dock att det inte fanns några anledningar till att förhasta sig och inte visa någon iver i förhandlingarna. Polackerna hade samma inställning och den dessutom mycket segdragna utrikespolitiken under dåtiden gjorde att förhandlingarna drog ut på tiden. Man enades dock om att samma deklarationsmodell som använts med Sachsen vore bra för båda parter. Trots att det inte fanns några stora frågor att lösa drog förhandlingarna ut på tiden och Sverige lade fram sitt första förslag i december 1729. Strider om formuleringarna gjorde att ett avslut på förhandlingarna inte gick att genomföra. Kung August reagerade till slut själv på att arbetet drog ut på tiden och den 25 september 1732 tog han personligen tag i saken. Han sammankallade förhandlare, senatorer och ministrar som omedelbart började att bråka. August avbröt dem bryskt och frågade den polska förhandlingsledaren om fredsdeklarationen var undertecknad. Denna förstod direkt att det var slutförhandlat och skrev omedelbart på. Den 4 oktober utväxlades deklarationerna som var daterade till den 26 september. Detta markerade officiellt slutet på stora nordiska kriget men även på konflikten som rått mellan länderna, vilka båda hade strävat efter att ha kontrollen över Baltikum, detta sedan 1561 då Sverige fick herraväldet över Reval, dagens Tallinn. Detta var den sista freden mellan Sverige och Polen och några krig mellan länderna har sedan dess inte utkämpats.